# Warcraft III World Editor
World Editor hay WE. Là một công cụ thiết kế và phát triển bản đồ của Blizzard Entertainment tạo ra dành cho Warcraft III: Reign of Chaos và bản mở rộng Warcraft III: Frozen Throne. Được tạo ra chủ yếu để phục vụ bản đồ thể loại Melee (đánh đối kháng - xây nhà) cho Warcraft. Phần mềm đã được cập nhật nhiều API hỗ trợ. chẳng hạn phiên bản 1.29.2 của Warcraft III đã hỗ trợ tùy biến giao diện UI của trò chơi Đã giúp việc tạo bản đồ đa dạng hơn.
Đã có rất nhiều bản đồ tùy biến hay và được biết đến Defense of the Ancients(DotA) tiền thân của Dota 2 ngày nay,Dday Judgement. và nhiều bản đồ được đầu tư địa hình đẹp như. Diablo III Warcraft và TKoK -Eastern Kingdom, Ở thị trường trung quốc một công ty công nghệ tên netease đã tích hợp các tính năng Online sử dụng nền tảng kết nối mạng độc lập tương tự như Battle-net để tạo ra các bản đồ có thể lưu các dữ liệu online như thành tích,kỹ năng, kinh nghiệm và không khác gì một game online RPG thuần chủng.
Không ai khác. Tất cả bản đồ chơi trên Battle.net được tạo ra bởi World Editor. Nhưng một số đã được mod tính năng để phục vụ Thị Trường Riêng của họ.

## Mô tả
World Editor cung cấp các bộ công cụ phát triển trực quan, công cụ này cung cấp một môi trường phát triển tích hợp và được đơn giản hóa tối đa.

## Ngôn ngữ lập trình
Cách tiếp cận lập trình bản đồ dựa vào WorldEdit tương đối dễ dàng với lập trình trên GUI, người dùng có thể tìm thấy mọi hướng dẫn trên một số website hướng dẫn cách tạo map Warcraft.
Các đoạn mã do GUI cung cấp thường được gọi là BJ(Blizzard JASS) không được tối ưu thường bị rò rỉ bộ nhớ. Nên một số trường hợp sẽ gây ra độ trễ(phản hồi trong lúc điều khiển) nhất định. Nhưng sẽ đảm bảo các dòng lệnh thực hiện một cách đầy đủ và tính ổn định cao so với native jass. Nhất là đối với người dùng mới!
JASS Là viết tắt từ Just Another Scripting Syntax được coi là mã cốt(native code) của Warcraft. có cú pháp tương đồng với java và LUA.
VJASS Là viết tắt từ  Vexorian Just Another Scripting Syntax đây là một bản mở rộng của JASS do tác giả Vexorian(một người dùng lâu năm bên the w3c) Mục đích tạo ra VJASS là để giúp mọi người lập trình dễ dàng tiếp cận với JASS với nhiều cách tối ưu viết code, JASS có nhiều cấu trúc lập trình như Struct,2D Array,Method,Textmacro và nhiều hơn.
Vjass là một biến thể về mặt cú pháp! Cho nên không thể chạy trong World Editor. Mà phải thông qua một trình biên dịch(JassHelper) để biên dịch thành JASS gốc và đóng gói vào bản đồ.
Phiên bản 1.292 đã chính thức hỗ trợ LUA. có thể sử dụng LUA thay cho jass để viết code.
Khi Blizzard Entertainment phát hành bản Warcraft 1.30 đã tích hợp sâu JassHelper vào World Editor. thay vì trước nay sử dụng các phần mềm mở rộng bên thứ ba như (JassNewgen, X Design Pack,Hive WE) để hỗ trợ cho viẹc biên dịch

## Thể loại bản đồ
- Melee Thể loại mặc định của War3. cách chơi là thu thập tài nguyên xây dựng căn cứ càng nhanh càng tốt và tạo ra một đội quân rất lớn để đánh bại kẻ thù.
- Hero Defense Đây là thể loại tương tự DotA. hay các loại game Moba gần đây như Liên minh huyền thoại,Vainglory,Liên Quân Người chơi sẽ đóng vai một tướng và bảo vệ căn cứ họ. đồng thời tiêu diệt căn cứ của kẻ thù.
- Hero Arena Thay vì bảo vệ căn cứ. người chơi sẽ có nhiệm vụ là tiêu diệt các đối thủ xung quanh hoặc tấn công theo nhóm. hãy thu thập đủ các điểm giết tướng để giành chiến thắng.
- Tower Defense(Cooperative) Tất cả người chơi sẽ cùng nhau xây dựng tháp để giết và đẩy đơn vị đối phương.
- Tower Defense(Survivor) Mỗi người chơi sẽ xây dựng căn cứ cho riêng mình. và trang bị các vũ khí để chống chọi với mọi người, vì thế sẽ là người sống sót cuối cùng giành chiến thắng tại thể loại này.
- Tower Wars Tự mình hoặc theo nhóm, người chơi sẽ xây dựng tòa tháp để bảo vệ cơ sở của mình và gửi các đơn vị tấn công căn cứ của đối phương.
- Role Playing(RPG) Người chơi sẽ đóng va một nhân vật trong game. và tiêu diệt quái vật hay boss, hoàn thành các nhiệm vụ. cuộc phiêu lưu trong thế giới ảo.
- Mini-Game/Sports Đây là một thể loại dành cho Bản đồ được dựa trên thể thao hoặc có trò chơi nhỏ(tương đối dễ thắng).
- Cinematics Bản đồ sẽ là một bộ phim ngắn. Để kể lại câu chuyện hoặc thực hiện một đoạn phim đầy kịch tính.
- Campaign Đây là thể loại Cốt truyện. Giúp người chơi hiểu rõ nhân vật và giai đoạn đó.
- Castle Defense Người chơi bảo vệ lâu đài trước sự tấn công của kẻ thù.